# Cova de Mahishasura Mardini

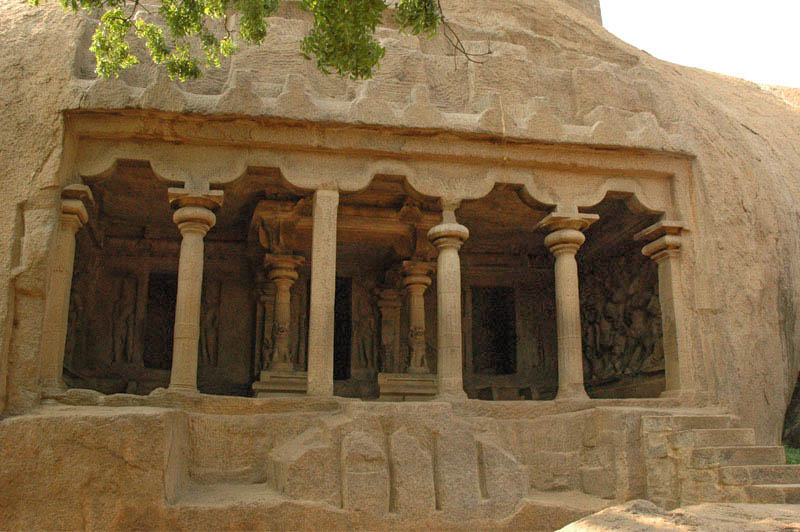
Façana del temple de Mahishasura Mardini

La cova de Mahishasura Mardini és un dels monuments d'època Pallava que es conserven al lloc de Mahabalipuram (Tamil Nadu, Índia). El temple, excavat a la roca, es troba a la població, en una posició elevada i proper al far que domina la costa. Molt probablement aquesta construcció es va aixecar sota el regnat de Rajasimha (690-728).
El temple cova de Mahishasura Mardini és una construcció enterament excavada en la roca. Exteriorment presenta una sèrie de quatre columnes que separen l'ampli recinte de l'exterior. Aquest recinte té un templet al seu centre amb dues columnes amb lleons adossats. Al fons s'obren tres capelles de reduïdes dimensions i als laterals es troben dos esplèndids relleus, dues obres mestres de l'escultura Pallava. A la dreta el relleu de Mahishasura Mardini, que dona nom al temple, i a l'esquerra el Somni de Vixnu.

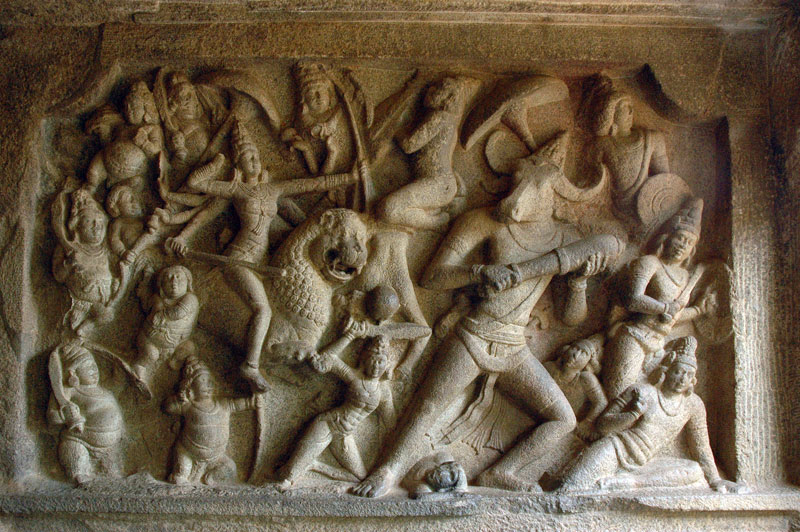
Relleu de Mahishasura Mardini

El relleu de Mahishasura Mardini, representa la deessa Durga cavalcant un lleó i lluitant contra Mahisha, el dimoni búfal que havia acumulat tant de poder que fins i tot els déus no podien acabar amb ell. Aquest personatge només podia matar-lo una dona. Per vèncer Mahisha, els déus van combinar les seves forces per crear Durga a qui van entregar diverses armes i poders que li van permetre enfrontar-se amb el dimoni en una batalla que va durar nou dies i nou nits i que finalment va aconseguir guanyar, salvant l'univers i restablint l'ordre còsmic.

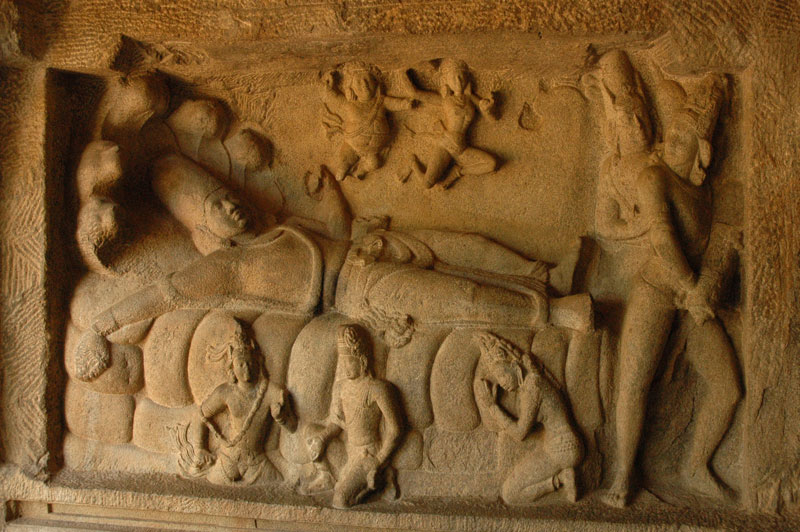
Relleu del Somni de Vixnu

El relleu del Somni de Vixnu, representa aquest personatge (Narayana) dormint sobre el nāga (serp) Shesha després de la destrucció de l'antic Univers i abans de la creació del nou, una escena força habitual en la iconografia hindú. A la dreta s'hi veuen els dimonis Madhu i Kaitabha, que són expulsats pel foc protector quan intentaven atacar Vixnu.
La capella central conté un relleu que representa Xiva, la seva esposa Parvati i el seu fill Skanda.

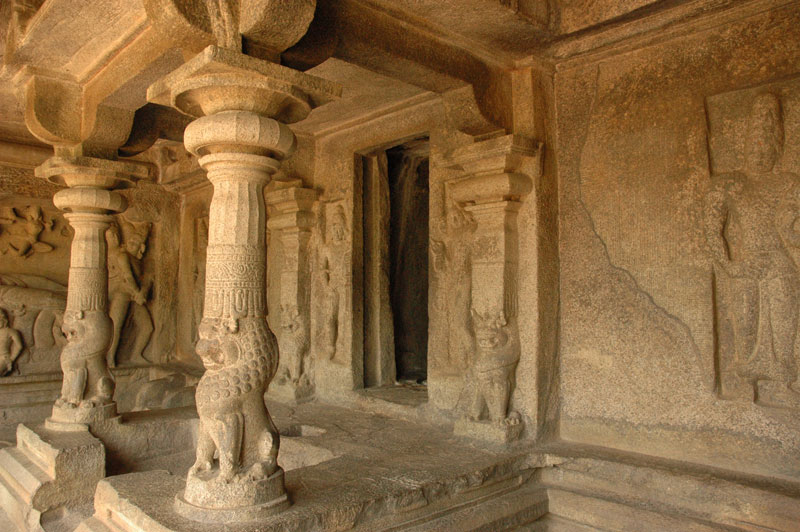
Interior de la cova, amb el templet central
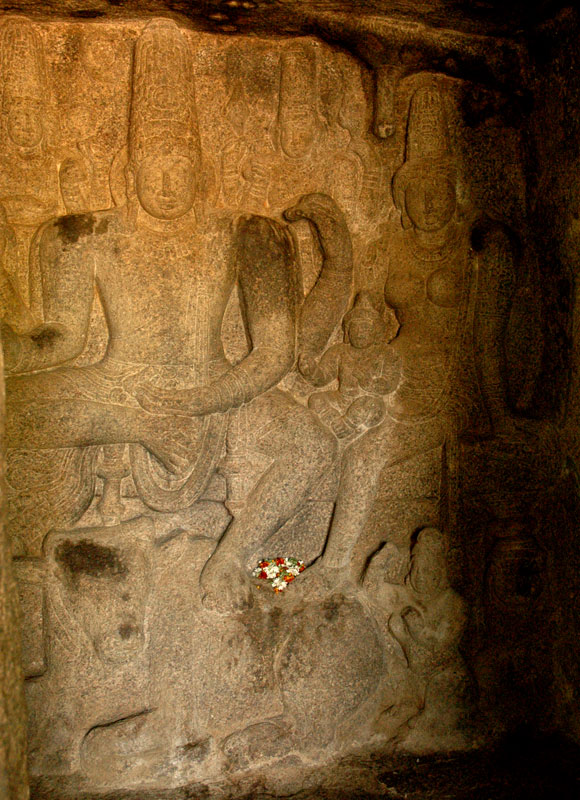
Relleu de la capella central, amb Xiva i Parvati